# Jürgen Becker (Kabarettist)

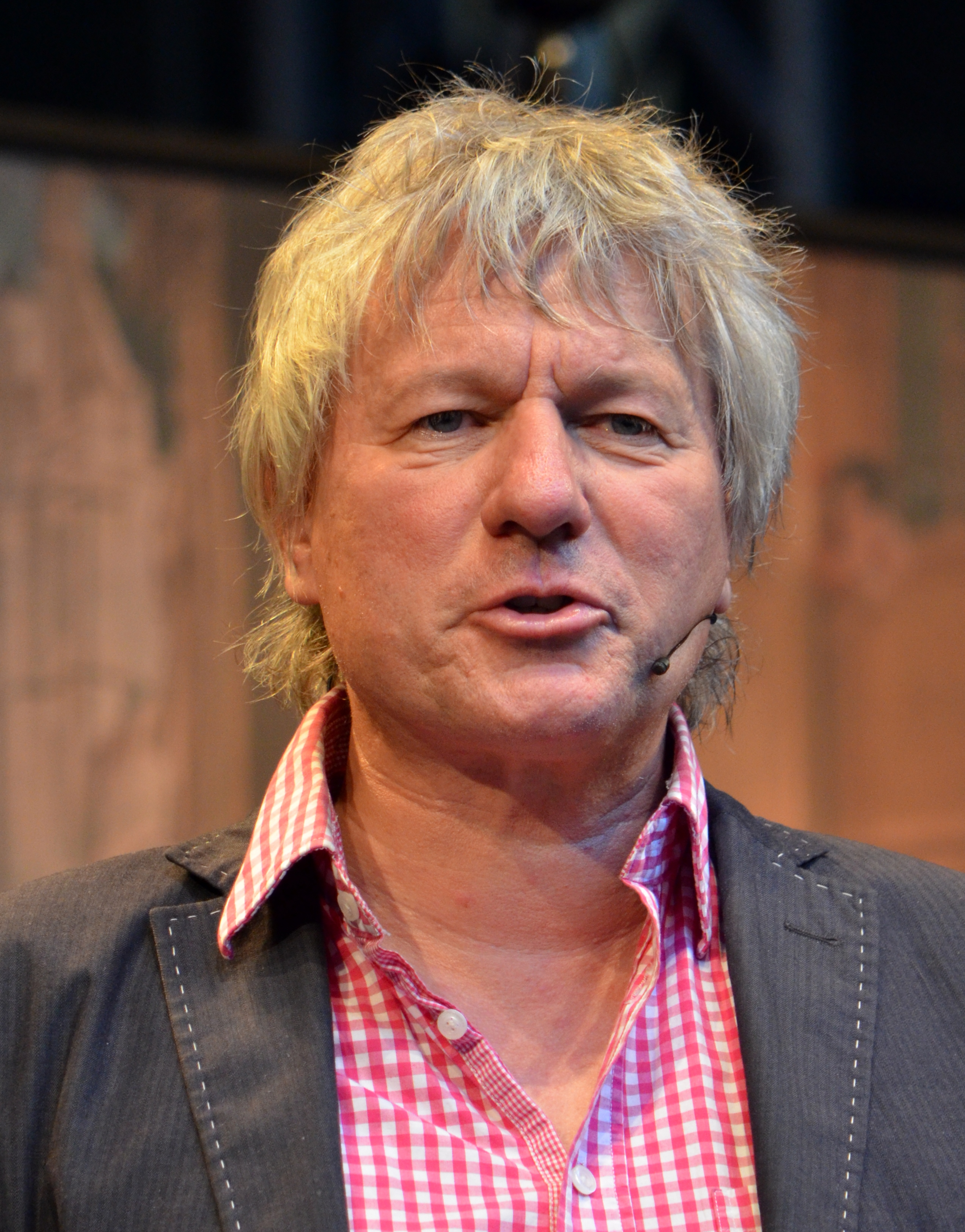
Jürgen Becker (2011)

Jürgen Becker (* 27. August 1959 in Köln) ist ein deutscher Kabarettist, Autor und Fernsehmoderator.

## Leben
Jürgen Becker wurde als Sohn des Kraftfahrzeugmechanikers Karl Becker und dessen Frau Renate, einer Verwaltungsangestellten, in Köln geboren. Sein Vater arbeitete sich später zum kaufmännischen Angestellten bei Daimler-Benz hoch. Nach dem Realschulabschluss machte Becker eine Ausbildung als grafischer Zeichner bei 4711, anschließend absolvierte er über den Zweiten Bildungsweg ein Fachhochschulstudium der Sozialarbeit. Während des Studiums lebte er fast zwei Jahre in einer Bauwagensiedlung und finanzierte sein Studium unter anderem als LKW- und Traktorfahrer. Danach arbeitete er in einer Druckerei, die Freunde von ihm gegründet hatten. Becker hat eine Tochter.

### Karneval und Kabarett

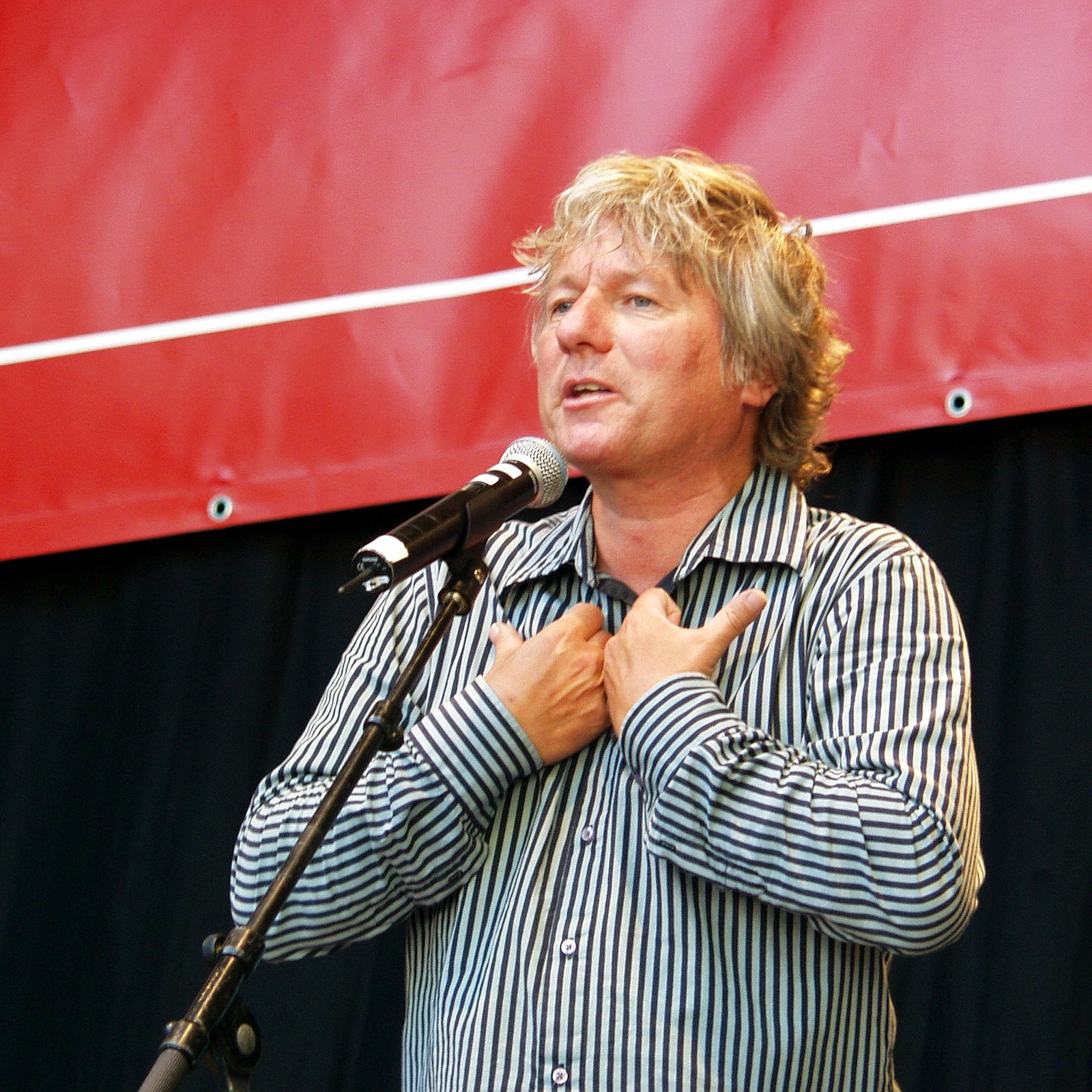
Jürgen Becker (2007)

Er gehörte 1983 zu den Gründern der Kölner Stunksitzung, deren Präsident er von 1984 bis 1995 war. Nachdem er 1985 das Programm von Hanns Dieter Hüsch Und sie bewegt mich doch besucht hatte, wollte er ebenfalls etwas in dieser Art machen. 1989 gründete Becker zusammen mit Heiner Kämmer und Wolfgang Nitschke das Kölner Kabaretttrio 3Gestirn Köln 1. 1990 verließ er das Trio; für ihn kam Wilfried Schmickler.
Seit 1991 ist Becker als Solokabarettist in Deutschland unterwegs. Unter seinen Soloprogrammen ist vor allem das Biotop für Bekloppte erwähnenswert, das die 2000-jährige Kölner Stadtgeschichte auf ganz eigene Art nacherzählt. Ab 1992 moderierte er die Kabarettsendung Mitternachtsspitzen mit seinen Kollegen Wilfried Schmickler und Uwe Lyko, die achtmal jährlich im WDR-Fernsehen gesendet wird. Im Dezember 2020 übergab Becker gemeinsam mit Uwe Lyko und Wilfried Schmickler die von Requisiteuren verknotete Fernbedienung an Christoph Sieber, den neuen Gastgeber der Mitternachtsspitzen. 
Von 1994 bis 1997 trat er gemeinsam mit Rüdiger Hoffmann mit dem Programm Es ist furchtbar, aber es geht. Ein nordrhein-westfälischer Heimatabend bundesweit auf. Zwischen 2008 und 2018 war er als „Professor Becker“ in der Sendung Der dritte Bildungsweg im WDR zu sehen. Von 2011 bis 2015 moderierte Becker im WDR-Fernsehen die Baustelle Deutschland. Im November 2014 hatte er einen Gastauftritt in der Kabarettsendung Die Anstalt. 2020 übernahm Becker eine Gastrolle in der letzten Episode der Krimiserie Professor T. als obdachloser Zeuge.
Ein langes Engagement verbindet Becker mit dem Sender WDR 2. Seit November 1990 wird freitags als Radio-Comedy eine „Frühstückspause“ – später von Becker & Jünemann – gesendet. Unter diesem Label werden innerhalb des nur wenige Minuten dauernden Beitrages – überwiegend tagesaktuelle – politische Themen angesprochen und als Zwiegespräch zwischen Jürgen Becker und Didi Jünemann inszeniert. Von 2003 bis 2006 waren sie mit dem gleichnamigen Bühnenprogramm auf Tour.

## Engagement
- Jürgen Becker ist u. a. Mitglied des Bürgerkomitees, das in Köln die Alternative Kölner Ehrenbürgerschaft vergibt.[9]

## Ehrungen
- 2001: Morenhovener Lupe
- 2006: Prix Pantheon (Kategorie: Reif & Bekloppt)
- 2007: Rheinlandtaler
- 2009: Horst-Konejung-Preis
- 2023: Recklinghäuser Hurz, Ehren-Hurz[10]
- 2024: Ehrenring des Rheinlandes[11]

## Bühnenprogramme (Auswahl)
- Vor 1994: Biotop für Bekloppte
- 1994–1998: Es ist furchtbar, aber es geht. Ein nordrhein-westfälischer Heimatabend (gemeinsam mit Rüdiger Hoffmann)
- 1998–2003: Da wissen Sie mehr als ich! (Soloprogramm zum Mysterium des Rheinischen Kapitalismus)
- 2003–2006: Frühstückspause! (mit Didi Jünemann, live on tour in Nordrhein-Westfalen)
- 2006–2011: Ja, was glauben Sie denn? (Soloprogramm – eine kabarettistische Götterspeise)[12]
- 2009–2011: Der 3. Bildungsweg (mit Dietmar Jacobs und Martin Stankowski)
- 2011–2016: Der Künstler ist anwesend – Kabarett wie gemalt
- seit 2016: Volksbegehren – Die Kulturgeschichte der Fortpflanzung
- 2021: Kirche, Pest und neue Seuche

## Werke

### Diskografie
- Jürgen Becker: Jürgen Becker darf nicht singen. (CD, 1995)
- Jürgen Becker und Martin Stankowski: Biotop für Bekloppte. Ein Lesebuch für Immis und Heimathirsche. Kiepenheuer & Witsch, ISBN 3-462-02423-X.
- Rüdiger Hoffmann und Jürgen Becker Wir in Nordrhein-Westfalen 3. Streng öffentlich: Es ist furchtbar, aber es geht! 2 CDs.
- Jürgen Becker: Da wissen Sie mehr als ich! Das Mysterium des rheinischen Kapitalismus. Zwei Audio-CDs, Kiepenheuer & Witsch ISBN 3-462-03555-X.
- Jürgen Becker und Didi Jünemann: Frühstückspause!. Lübbe/KNO ISBN 3-7857-1300-2.
- Jürgen Becker und Klaus der Geiger mit dem Kunstsalonorchester.
- Jürgen Becker und Martin Stankowski, …: Unger uns.
- Wolfgang Jaegers, Jürgen Becker, Nick Berk – Kölsch auf der Couch, Die rheinische Seele der Korruption. Lesung. Audio-CD, Random House Audio, Köln, März 2005.
- Jürgen Becker und Norbert Alich: Ich bin so froh, dass ich nicht evangelisch bin!
- Mitternachtsspitzen – das Beste von Jürgen Becker, Herbert Knebel und Wilfried Schmickler (DVD, 2007).
- Jürgen Becker, Dietmar Jacobs, Martin Stankowski: Volksbegehren. Die Geschichte der Fortpflanzung. CD zu Zu dir oder zu mir? Das Mysterium der Fortpflanzung. Köln 2016.
- Jürgen Becker: Deine Disco (CD, 2024).

### Bibliographie
- Jürgen Becker, Martin Stankowski: Biotop für Bekloppte. Ein Lesebuch für Immis und Heimathirsche. Neufassung, Kiepenheuer & Witsch, Köln 1995, ISBN 3-462-02423-X.
- Rüdiger Hoffmann, Jürgen Becker: Es ist furchtbar, aber es geht. Kiepenheuer & Witsch, Köln 1997, ISBN 3-462-02587-2.
- In: Reiner Rübhausen, Manfred Linke, Ansgar M. van Treek u. a.: Stunksitzung. Kiepenheuer & Witsch, Köln 2003, ISBN 3-462-03541-X.
- Jürgen Becker: Da wissen Sie mehr als ich! Das Mysterium des rheinischen Kapitalismus. Kiepenheuer & Witsch, Köln 2004, ISBN 3-462-03555-X.
- Jürgen Becker, Dietmar Jacobs: Ja, was glauben Sie denn? Kiepenheuer & Witsch, Köln 2007, ISBN 978-3-462-03902-3.
- Jürgen Becker, Franz Meurer, Martin Stankowski: Von wegen nix zu machen. Werkzeugkiste für Weltverbesserer. Kiepenheuer & Witsch, Köln 2007, ISBN 978-3-462-03795-1; Neufassung 2011, ISBN 978-3-462-04360-0.
- Jürgen Becker: Religion ist, wenn man trotzdem stirbt. Ein Handbuch für Humor im Himmel. Kiepenheuer & Witsch, Köln 2008, ISBN 978-3-462-04057-9.
- Jürgen Becker, Dietmar Jacobs, Martin Stankowski: So was lebt und Goethe musste sterben. Der dritte Bildungsweg. Kiepenheuer & Witsch, Köln 2009, ISBN 978-3-462-04166-8.
- Jürgen Becker: Geld allein macht nicht unglücklich. Mit dem Mysterium des rheinischen Kapitalismus aus der Krise. Kiepenheuer & Witsch, Köln 2009, ISBN 978-3-462-04153-8.
- Jürgen Becker, Dietmar Jacobs, Martin Stankowski: Der dritte Bildungsweg. Halbwissen leicht gemacht. Kiepenheuer & Witsch, Köln 2011, ISBN 978-3-462-04324-2.
- Jürgen Becker, Dietmar Jacobs: Dalí Dalí. Mit Jürgen Becker durch die Kunstgeschichte. Kiepenheuer & Witsch, Köln 2013, ISBN 978-3-462-04505-5.
- Jürgen Becker, Dietmar Jacobs, Martin Stankowski: Zu dir oder zu mir? Das Mysterium der Fortpflanzung. Kiepenheuer & Witsch, Köln 2016, ISBN 978-3-462-04900-8.

### Filme
- Knockin' On Heaven’s Door, Roadmovie von Thomas Jahn und Til Schweiger (Deutschland 1997), Jürgen Becker als Tankwart Klaus
- Besuch aus dem Westen – Jürgen Becker unterwegs im Osten Deutschlands, ein Film von Klaus Michael Heinz (WDR Fernsehen, 14. September 2019)

### Biographie
- Jürgen Becker – Fast ein Selbstportrait. Ein Film von Klaus Michael Heinz (WDR Fernsehen, 29. August 2009)